# Igor Adamec
Igor Adamec (* 1. dubna 1964, Ružomberok) je slovenský divadelní a televizní herec a politik. Od roku 2011 je ředitelem Ružinovské televize TVR v Bratislavě.

## Život
Vystudoval loutkoherectví na DAMU v Praze. Na televizních obrazovkách začínal v dětském televizním pořadu Kakao. V současnosti je divákům známý jako postava účetního Milanka v úspěšném televizním seriálu Mafstory. Igor Adamec dále účinkuje v divadle GUnaGU, v představení English Is Easy. Je ženatý, má dvě děti a žije v Bratislavě.

## Filmografie
- Mafstory (TV seriál)

## Diskografie
- 2003: Jódlovací Udo nebo Igor a Martin z Bábovky – MSP Records, CD